# Clan of Xymox (альбом)
Clan of Xymox — первый полноформатный альбом голландского коллектива Clan of Xymox, вышедший в 1985 году на британском лейбле 4AD Records. Диск записывался на Palladium Studios в Эдинбурге, а сводился в Лондоне лично владельцем 4AD Иво Уоттсом.
Релизу предшествовал выход сингла «A Day». На эту песню также был снят видеоклип, работа над которым велась в Испании.

## Стиль, отзывы критиков
Представленные на диске композиции во многом типичны для готик-рока 1980-х годов. Майкл Саттон в своей рецензии описал музыкальный стиль альбома как сочетание «ледяных, пульсирующих клавишных», «холодных ударных» и «мрачного и бесплотного» гитарного звучания. По мнению критика, альбом в целом весьма качествен, а в музыке Clan of Xymox ощущается явное влияние таких групп, как Joy Division, Dead Can Dance, New Order и The Cure, однако недостатком большинства песен является поверхностность и некоторая поп-ориентированность.
Альбом во многом сформировал представление об «эталонном», «классическом» звучании группы.

## Тематика песен
По мнению Майкла Саттона, представленные на диске песни отличаются «странными», но не слишком глубокими текстами.
Как вспоминал Ронни Морингс, идея песни «A Day», которую можно считать центральной композицией альбома, пришла ему во время прогулки по амстердамскому кладбищу, а сама композиция посвящена «жизни тех людей, которые похоронены <там>, их идеалам, которыми они жили, а также лжи, с которой им приходилось сталкиваться».

## Список композиций
Тексты: Ронни Морингс. Музыка: Ронни Морингс, Анке Вольберт, Питер Нотен.
1. «A Day» — 6:40
2. «No Words» — 4:26
3. «Stumble and Fall» — 5:05
4. «Cry in the Wind» — 5:16
5. «Stranger» — 7:41
6. «Equal Ways» — 5:44
7. «7th Time» — 4:38
8. «No Human Can Drown» — 3:22
9. «A Day» (remix) — 5:21
10. «Stranger» (remix) — 9:11

## Участники записи
- Ронни Морингс — вокал, гитара, программирование
- Анке Вольберт — бас-гитара, бэк-вокал
- Питер Нотен — клавишные